# 马蒂·科林斯
莫里斯·罗德尼·科林斯（英語：Maurice Rodney Collins，1984年8月4日—），美国NBA联盟职业篮球运动员。他在2006年的NBA选秀中第1轮第29顺位被纽约尼克斯选中。